# 李雅普诺夫稳定性

當啟始點在區域V內，而軌跡均維持在區域U內（在 附近），則系統在處為李雅普诺夫稳定

在数学和自动控制领域中，李雅普诺夫稳定性（英語：Lyapunov stability，或李亞普诺夫稳定性）可用來描述一個动力系统的穩定性。如果此动力系统任何初始條件在 {\displaystyle x_{0}} 附近的軌跡均能維持在 {\displaystyle x_{0}} 附近，那么该系统可以称为在{\displaystyle x_{0}}處李雅普诺夫稳定。
若任何初始條件在 {\displaystyle x_{0}} 附近的軌跡最後都趨近{\displaystyle x_{0}}，那么该系统可以称为在{\displaystyle x_{0}}處漸近稳定。指數穩定可用來保證系統最小的衰減速率，也可以估計軌跡收斂的快慢。

李雅普诺夫稳定性可用在線性及非線性的系統中。不過線性系統的穩定性可由其他方式求得，因此李雅普诺夫稳定性多半用來分析非線性系統的穩定性。李亞普诺夫稳定性的概念可以延伸到無限維的流形，即為結構穩定性，是考慮微分方程中一群不同但「接近」的解的行為。輸入-狀態穩定性（ISS）則是將李雅普诺夫稳定性應用在有輸入的系統。

## 历史
这一稳定性以俄国数学家亚历山大·李亚普诺夫命名，他在1892年发表了他的博士论文《运动稳定性的一般问题》，文中给出了稳定性的科学概念、研究方法和相关理论。李雅普诺夫考慮到針對非线性系统修改稳定理论，修正為以一個稳定点线性化的系統為基礎的线性稳定理论。他的作品最初以俄文发行，后翻译为法文，但多年来默默无闻。人们对它的兴趣突然在冷战初期（1953至1962年）开始，因当所谓的“李雅普诺夫第二方法”被认为适用于航空航天制导系统的稳定性，而这系统通常包含很强的非线性，其他方法并不适用。大量的相关出版物自那时起开始出现，并进入控制系统文献中。最近李雅普诺夫指数的概念（与李雅普诺夫稳定性第一种方法）引起了广泛兴趣，并与混沌理论结合了起来。

## 連續時間系統下的定義
给定一个完备的賦範向量空間E（例如{\displaystyle \mathbb {R} ^{n}}），设U是E的開子集。考慮一個自治的非线性动力系统：
{\displaystyle {\dot {x}}=f(x(t)),\;\;\;\;x(t_{0})=x_{0}},
其中{\displaystyle x(t)\in U}是系統的狀態向量，{\displaystyle f:U\rightarrow E}是U上的连续函数。
假设函数f有一个零点：f(a) = 0，则常数函数：x = a是动力系统的驻定解（或称平衡解）。称a是动力系统的平衡點。
1. 称點a李雅普诺夫稳定（简称稳定），如果對每個{\displaystyle \epsilon >0}，均存在{\displaystyle \delta =\delta (\epsilon )>0}，使得对所有满足{\displaystyle \|x_{0}-a\|<\delta }的{\displaystyle x_{0}}，只要{\displaystyle t\geqslant t_{0}}，就有{\displaystyle \|x(t)-a\|<\epsilon }。
2. 称點a漸近稳定，如果點a李雅普诺夫稳定，且存在{\displaystyle \delta >0}，使得对所有满足 {\displaystyle \|x_{0}-a\|<\delta } 的{\displaystyle x_{0}}，{\displaystyle \lim _{t\rightarrow \infty }x(t)=a}。
3. 称點a指數稳定，如果點a漸近稳定，且存在 {\displaystyle \alpha ,\beta ,\delta >0} 使得对所有满足{\displaystyle \|x_{0}-a\|<\delta }的{\displaystyle x_{0}}，只要{\displaystyle t\geqslant t_{0}}，就有{\displaystyle \|x(t)-a\|\leq \alpha \|x_{0}-a\|e^{-\beta t}}。

它们的直观几何意义是：
1. 平衡點為李雅普诺夫稳定的，表示若动力系统状态函数（微分方程的解函数）的初值「足夠接近」平衡點，則它會永遠維持在平衡點附近任意小的范围里（距平衡點的距離不超過任意选择的正实数 {\displaystyle \epsilon }）。
2. 漸近稳定的意思是，初值足夠接近平衡點的状态函数，不但維持在平衡點附近，而且最後會收敛到平衡點。
3. 指數稳定的意思是，状态函数不但最後會收敛到平衡點，且收敛速度不慢於某种指数递减的速度。

设有状态函数x，其初始取值为{\displaystyle x(t_{0})=x_{0}}。称{\displaystyle {\bar {x}}=\{x(t);\;t\geqslant t_{0}\}}为x的轨迹。如果對所有初始值与x足够接近的状态函数y，两者的轨迹会趋于相同：
{\displaystyle \lim _{t\to \infty }\|y(t)-x(t)\|\longrightarrow 0.}
则称x的轨迹有（局部）吸引性（attractive）。若上述條件對所有y均成立，則称x有全局吸引性（globally attractive）。
如果x的轨迹有吸引性，并且穩定，则x漸近稳定。不過，x有吸引性不表示它的轨迹漸近稳定。

## 迭代系統下的定義
離散時間系統下穩定性的定義和連續時間系統下的定義幾乎相同。以下為其定義，不過使用的是較多數學書籍上使用的定義。
给定度量空間{\displaystyle (X,d)}。设{\displaystyle f\colon X\to X}為一連續函數。稱點{\displaystyle a\in X}為李雅普诺夫稳定，如果對任意{\displaystyle \epsilon >0}，都存在{\displaystyle \delta >0}，使得只要{\displaystyle x\in X}满足{\displaystyle d(x,a)<\delta }，就有
{\displaystyle \forall n\in \mathbb {N} ,\;\;d(f^{n}(x),f^{n}(a))<\epsilon .}
稱點a漸近穩定，如果a是李雅普诺夫稳定的点，而且在稳定点集合的内部，即存在{\displaystyle \delta >0}，使得只要{\displaystyle x\in X}满足{\displaystyle d(x,a)<\delta }，就有 
{\displaystyle \lim _{n\to \infty }d(f^{n}(x),f^{n}(a))=0}

## 李雅普诺夫穩定性理論
對於微分方程解之穩定性的研究稱為穩定性理論。而李雅普诺夫穩定性定理只提供了穩定性的充份條件。

### 李雅普诺夫穩定性第二定理
考慮一個函數 V(x) : Rn → R 使得 
- {\displaystyle V(x)\geq 0} 只有在 {\displaystyle x=0} 處等號成立（正定函數）
- {\displaystyle {\dot {V}}(x(t))<0} （負定）

則V(x)稱為李雅普诺夫候選函數（Lyapunov function candidate），且系統（依李雅普诺夫的觀點）為漸近穩定。
上式中 {\displaystyle V(0)=0} 是必要的條件。否則，{\displaystyle V(x)=1/(1+|x|)}可以用來「證明」 {\displaystyle {\dot {x}}(t)=x}有區域性穩定。另一個稱為徑向無界性（radial unboundedness）的條件則是用來得到全域漸近穩定的結果。
此種分析方式可類比為考慮一物理系統（如彈簧及質量的系統）及其中的能量。若系統能量隨時間遞減，且減少的能量不會恢復，而此系統最後一定會靜止於某個特定的狀態。最後的狀態稱為吸引子。不過針對一個物理系統，找到表達其精確能量的函數不一定容易，而且針對抽象數學系統、經濟系統或生物系統，上述能量的概念又不一定適用。
利用李雅普诺夫的分析方式，可在不知道系統實際能量的情形下，證明系統的穩定性。不過前提是可以找到滿足上述限制的李雅普诺夫函數。
例如考慮以下的系統
{\displaystyle {\dot {x}}=-x^{3}\,}
希望用李雅普诺夫函數來確認{\displaystyle x=0\,}附近的穩定性。令
{\displaystyle V(x)=0.5x^{2}\,}
{\displaystyle V(x)}本身為正定函數．而V(x)的導函數如下
{\displaystyle {\dot {V}}(x(t))={\partial V \over \partial x}(-x^{3})=-x^{4}\,}
為負定函數，因此上述系統在{\displaystyle x=0\,}附近為漸近穩定。

## 線性系統狀態空間模型的穩定性
一個線性的狀態空間模型
{\displaystyle {\dot {\textbf {x}}}=A{\textbf {x}}}
為漸近穩定（其實是指數穩定），若
{\displaystyle A^{T}M+MA+N=0}
的解存在。
其中 {\displaystyle N=N^{T}>0} 且 {\displaystyle M=M^{T}>0} （正定矩陣）。（對應的李雅普诺夫函數為{\displaystyle V(x)=x^{T}Mx}）

## 有輸入值系統的穩定性
一個有輸入（或受控制）的系統可以下式表示
{\displaystyle {\dot {\textbf {x}}}={\textbf {f(x,u)}}}
其中輸入 u(t) 可視為控制、外部輸入、擾動、刺激或外力。這種系統的研究是控制理論研究的主題之一，也應用在控制工程中。
對於有輸入的系統，需量化輸入對系統穩定性的影響。在線性系統中會用BIBO穩定性來作分析的工具，在非線性系統中則會使用輸入-狀態穩定性。

## 外部連結
- Lyapunov A.M. Stability of motion, Academic Press, New-York and London,1966
- Zakhama, R.; Hadj Brahim, A.B.B.; Braiek, N.B. . Computational and Applied Mathematics. October 2016, 37: 1130–1141. doi:10.1007/s40314-016-0388-7.
- https://web.archive.org/web/20090703102428/http://www.mne.ksu.edu/research/laboratories/non-linear-controls-lab